# Heliciopsis litseifolia
Heliciopsis litseifolia är en tvåhjärtbladig växtart som beskrevs av R.C.K. Chung. Heliciopsis litseifolia ingår i släktet Heliciopsis och familjen Proteaceae. Inga underarter finns listade i Catalogue of Life.